# Shōrinji Kempō
Das Shōrinji Kempō (jap. 少林寺拳法) ist eine moderne japanische Selbstverteidigungskunst.

## Begriff
Der Name bedeutet wörtlich Shaolintempel-Faustgesetz. Das erste Wort erinnert an den allgemeinen Ursprungsort der Kampfkünste Ostasiens sowie konkreter an die langjährige Lernzeit des Gründers in China. Kempo ist ein relativ weit verbreiteter generischer Terminus für japanische (und andere, vgl. Shaolin Kempo) Kampfkünste, die jedoch zumeist keine direkte Verwandtschaft zum Shōrinji Kempō aufweisen. Das Wort Ken sollte dabei möglichst weit als Oberbegriff für alles Körperliche, insbesondere Kämpferische verstanden werden.
Praktizierende werden als Kenshi (拳士, wörtl. Faustgelehrte) bezeichnet, was nicht mit dem homonymen Wort für Praktizierende des Kenjutsu verwechselt werden sollte.

## Geschichte
Shōrinji Kempō wurde 1947 von seinem Gründer Sō Dōshin (geb. 1911 als Nakano Michiomi) in der japanischen Stadt Tadotsu offiziell ins Leben gerufen. Es vereinigt die verschiedenen chinesischen und japanischen Kampfkunsttechniken und die Lehren von Buddha und Bodhidharma, die er in den Jahrzehnten davor in Japan und China gelernt hatte, zu einem ganzheitlichen System.
Wesentliche Prägungen waren ähnlich wie bei anderen Gründungen dieser Zeit (vgl. das philosophisch verwandte Aikidō) die Erfahrungen der Kriegs- und direkten Nachkriegszeit in der Mandschurei und Japan, die von großem Leiden, sozialer Isolation und vielen anderen Problemen bestimmt waren. Das technische Lehrsystem sollte dabei eher als Mittel dienen, um v. a. jungen Menschen nicht nur die buddhistische Moralphilosophie des Kongō Zen (金剛禅) und den Geist der Zusammenarbeit zu vermitteln, sondern auch die Fähigkeit zu geben, diese umzusetzen und dabei sich und anderen zu helfen.
Shōrinji Kempō verbreitete sich in Japan schnell und gehört heute dort zu den größten und bekanntesten Stilen. Außerhalb Japans fand es vor allem seit den 1970ern Verbreitung, ist allerdings nur in Indonesien zu wirklich beachtlicher Größe gelangt und im Westen relativ schwach verbreitet.
Der Deutsche Shorinji Kempo Verband (DSKV) besteht seit 1974 unter der Leitung von Sensei Walther Wunderle, der mehrere Jahre in Japan gelebt und dort Shōrinji Kempō erlernt hatte. Dōjōs gibt es vor allem im Raum Augsburg, in der Nähe von Nürnberg und in Berlin, an der Humboldt-Universität (Stand 2012).

## Philosophie
Die Philosophie hat im Shōrinji Kempō traditionell großes Gewicht und wird nicht nur aktiv im Training gelehrt und für Gürtelprüfungen abgefragt, sondern unterfüttert auch die Techniken so stark, dass diese ohne sie nicht vollständig zu verstehen sind. Wichtigster Grundsatz ist das gemeinsame Lernen, das auf gemeinsame Weiterentwicklung, nicht auf Wettkampf, abzielt. Dies regt zu gegenseitiger Achtung, Verständnisförderung und Vervollkommnung an. Der Leitsatz lässt sich mit „Die Hälfte [des Lebens] für das eigene Glück, die Hälfte für das Glück der anderen“ übersetzen.
Weitere wichtige Charakteristika sind z. B.:
- Ken zen ichinyo (拳禅一如), Körper (Ken, s. o.) und Geist (Zen) sind eine Einheit und untrennbar miteinander verbunden, müssen also auch gemeinsam trainiert werden.
- Riki ai funi (力愛不二), Kraft (Riki) und Liebe (Ai) gehören zusammen. Reines Training, um stärker und härter zu werden, kann dazu führen, dass man Konflikte und Probleme nur noch mit Gewalt zu lösen versteht. Mitleid und Mitgefühl helfen anderen nicht wirklich, wenn die Kraft fehlt, aus ihnen heraus auch zu handeln.

Shōrinji Kempō ist eine Methode, um die Selbstkontrolle, den körperlichen und geistigen Ausgleich sowie die gegenseitige Entwicklung durch gemeinsames Üben zu fördern. Die Fähigkeit, sich und andere zu verteidigen, die geistige Entwicklung und die Förderung der Gesundheit sind die wichtigsten Ziele, die angestrebt werden.

## Technik
Die vielfältigen Techniken des Shōrinji Kempō bestehen im Sinne der genannten philosophischen Prinzipien grundsätzlich aus Verteidigungsabläufen gegen bestimmte Angriffe, die den Angreifer jedoch grundsätzlich nur außer Gefecht setzen und möglichst nicht verletzen sollen. Sie werden üblicherweise grob in drei Bereiche unterteilt (s.  u.).
Einzelne Bewegungen, wie Schritte, Schläge und Tritte, Blöcke, Rollen etc., werden im Kihon geübt und dann im Hokei zu solchen Abläufen zusammengesetzt.
- Gōhō (剛法): Das Gōhō umfasst alle „harten“ Techniken, d. h. Verteidigungen gegen Tritte und Faustschläge, Blockmethoden, Ausweichbewegungen etc.
- Jūhō (柔法): Das Jūhō umfasst alle „weichen“ Techniken, d. h. Verteidigungen gegen Griffe am Körper durch Befreiungen, Würfe, Hebel und Festhaltetechniken.

Nur Gōhō und Jūhō zusammen machen aus Shōrinji Kempō eine effiziente Selbstverteidigungskunst. Fortgeschrittene Techniken beinhalten oft Übergänge zwischen beiden Bereichen.
Diese Verteidigungstechniken werden in Abläufen (Embu) zusammengesetzt, in denen sie zu größtmöglicher Perfektion und Flüssigkeit kommen sollen, sowie in freierer Form (Randori oder Unyo-ho) geübt, um sich damit einer reellen Selbstverteidigungssituation etwas mehr annähern zu können.
- Seihō (整法): Das Seihō umfasst Massage- und Heiltechniken, die zumeist einfach, aber effizient sind. Auch hier spielt die Philosophie eine große Rolle, denn wenn man etwas zerstören kann, sollte man es möglichst auch wieder reparieren können.

Durch die besondere Entstehungsgeschichte heben sich die Techniken und Bewegungen des Shōrinji Kempō stark von den meisten anderen japanischen Kampfkünsten ab. Insgesamt betrachtet ist Shōrinji Kempō aber dennoch eindeutig in diese Familie einzuordnen.